# Лукашевич, Виталий Григорьевич
Виталий Григорьевич Лукашевич  (род. 7 марта 1948, Киев) — советский и украинский учёный — правовед, криминалист, полковник милиции в отставке, доктор юридических наук (1993), профессор (1998), Заслуженный юрист Украины (1999).

## Биография
Родился в городе Киев  7 марта 1948 года в семье служащих.
Июль 1966 г. — начало трудовой деятельности в должности монтёра, а вскоре, механика связи Мичуринский дистанции сигнализации и связи Юго-Восточной железной дороги.
1967 г. — окончил Киевский техникум железнодорожного транспорта (получил квалификацию техник-электрик проводной связи).
Декабрь 1967 г. — призван в ряды Вооруженных сил в учебное подразделение отдельного полка связи (г. Гостомель, Киевская область) по специализации телефонная засекреченная аппаратура связи.
1968 г. — 1969 г. — проходил службу в республике Куба. Получил Письмо-благодарность от Чрезвычайного и Полномочного Посла СССР на Кубе А. А. Солдатова.
С 1970 г. — работа в уголовном розыске и экспертно-криминалистическом подразделении Дарницкого РОВД г. Киева.
1975 г. — окончил с отличием Киевскую высшую школу МВД СССР (ныне Национальная академия внутренних дел Украины) по специальности юрист-правовед.
1974 г. — 1992 г. — прошел путь от преподавателя, старшего преподавателя, доцента кафедры криминалистики до заместителя начальника факультета по подготовке руководителей среднего звена органов внутренних дел Украины Киевской высшей школы МВД Украины.
1980 г. — после защиты диссертации на тему «Криминалистические аспекты изучения преступных групп» во Всесоюзном институте по изучению причин и разработке мер предупреждения преступности (г. Москва) присуждена ученая степень кандидата юридических наук (специальность 12.00.09).
1988 г. — присвоено ученое звание доцента.
1988 г. — в составе сводного отряда милиции, обеспечивал соблюдение общественного порядка и общественной безопасности в республике Армения. Награждён Министром внутренних дел Армении знаком «Отличник милиции».
1992 г. — 1994 г. — возглавлял Республиканский учебно-методический центр МВД Украины.
1993 г. — после защиты в специализированном ученом совете Киевского университета имени Тараса Шевченко диссертации на тему «Основы теории профессионального общения следователя» присуждена ученая степень доктора юридических наук (специальность 12.00.09).
1994 г. — 2002 г. — первый проректор Запорожского юридического института МВД Украины.
1998 г. — присвоено ученое звание профессора.
1999 г. — присвоено почетное звание Заслуженный юрист Украины.
С 2000 г. — член Совета по юридическому образованию и науке высших учебных заведений и научных учреждений Украины. Впоследствии руководитель Запорожского областного отделения Всеукраинской общественной организации «Совет представителей юридических высших учебных заведений и научных учреждений».
2001 г. — Приказом Высшей Аттестационной Комиссии при Президенте Азербайджанской Республики от 09.03.2001 г. за № 29 включен в состав Специализированного Совета по защите кандидатских диссертаций.
2001 г. — решением Совета директоров Американского биографического института (члена Ассоциации издателей юга Национальной ассоциации независимых издателей США) удостоен чести быть включенным номинантом до десятого юбилейного памятного издания отборных биографий «500 влиятельных лидеров», среди тех, кто имеет существенный вклад в общественное и профессиональное развитие определенной отрасли знаний, элиты, сыграла определенную роль в жизни общества.
С 2003 г. — работает первым проректором, проректором по правовому обеспечению, заведующим кафедрой уголовного процесса и криминалистики Института права имени Владимира Сташиса Классического приватного университета (г. Запорожье).
2003 г. — один из разработчиков Устава города Запорожье, активный участник его обсуждения и утверждения на сессии городского совета.
Февраль 2012 — возглавляет Запорожский местный центр Международной общественной организации «Конгресс Криминалистов» (г. Харьков).
Основными направлениями научной деятельности на современном этапе есть: уголовный процесс, криминалистика, юридическая психология, уголовное право, административное право, профессиональная педагогика.
На сегодня есть главным редактором научно-производственного журнала «Государство и регионы» (серия «Право»), член редакционных коллегий: Вестника Запорожского национального университета (юридические науки), Вестника Запорожского юридического института МВД Украины, тематического сборника научных трудов Запорожского юридического института «Информационные технологии и защита информации».
В течение многих лет был членом экспертного совета по национальной обороне и безопасности; членом экспертного совета по праву ВАК Украины, членом специализированных ученых советов: Национальной юридической академии Украины имени Ярослава Мудрого (г. Харьков), Национальной академии внутренних дел Украины (г. Киев), Национальной академии Службы безопасности Украины (г. Киев), Национального университета внутренних дел Украины (г. Харьков). Председатель специализированного ученого совета по защите кандидатских и докторских диссертаций по специальностям: 12.00.08 и 12.00.09 в Классическом приватном университете (г. Запорожье).
В начале 90 годов стоял у истоков развития системы ведомственного образования Министерства внутренних дел Украины. Он лично, а затем в составе рабочих групп Министерства внутренних дел Украины разрабатывал Концепцию развития ведомственной высшего образования (1993, 1996 годы), образовательно-профессиональные программы и обоснования введения новых юридических специальностей: правоохранительная деятельность, криминалистическая экспертиза, уголовно-процессуальная деятельность, уголовно-исполнительская деятельность — квалификационных уровней «младший специалист» и «специалист», которые нашли своё воплощение в Постановлениях Кабинета Министров Украины № 325 от 18.05.1994 г. и № 507 от 24.06.1997 г.
Подготовил 2 докторов и 15 кандидатов юридических наук. Сейчас под его руководством пишут диссертации 8 докторантов, аспирантов, адъюнктов и соискателей.
Автор более 260 публикаций, из которых 6 — монографии, 14 — учебные пособия, соавтор учебника по криминалистике.

## Основные труды
1. Криминалистические аспекты изучения преступных групп: Автореф. дис. … кандидата юрид. наук. — М., 1979. — 16 с.
2. Специализированный курс советской криминалистики: Учебник / Главы: 7, 9, 10, 11, 12, 19. — Киев: НИ и РИО КВШ МВД СССР, 1987. — 5,45 д.а.
3. Общение в уголовном судопроизводстве: онтология, методология, практика: Монография / Депон. ИНИОН АН СССР, № 37278, 23.03.1989. — 7,1 д.а.
4. Тактика общения следователя с участниками отдельных следственных действий: Учебное пособие. — Киев: НИ и РИО КВШ МВД СССР им. Ф. Э. Дзержинского, 1989. — 88 с.
5. Технические средства обучения и их комплексы в учебных заведениях МВД СССР: Учебное пособие. — Киев: НИ и РИО КВШ МВД СССР, 1989. — 10,0 д.а. (у співавторстві).
6. Криминалистическая версия: гносеологический, логический и психологический аспекты: Учебное пособие. — Киев: НИ и РИО КВШ МВД СССР им. Ф. Э. Дзержинского, 1991. — 81 с. (у співавторстві).
7. Основи теорії професійного спілкування слідчого: Автореф. дис. … доктора юрид. наук. — К., 1993. — 39 с.
8. Криминалистическая теория общения: постановка проблемы, методика исследования, перспективы использования: Монографія. — Киев: Издательство Украинской академии внутренних дел, 1993. — 194 с.
9. Навчально-довідковий посібник з криміналістики: Затверджено Інститутом системних досліджень як навчальний посібник для студентів юридичних спеціальностей. — К: Міністерство освіти України, Інститут системних досліджень освіти, Українська юридична академія, 1994. — 180 с. (у співавторстві).
10. Расследование преступлений как информационно-познавательный процесс принятия управленческих решений следователем // Актуальные проблемы организации расследования преступлений. — Одесса, 1996. — С. 87-94.
11. Вихідні теоретико-правові ознаки поняття правоохоронної діяльності // Науковий вісник Української академії внутрішніх справ. — Київ, 1996. — № 2. — С. 4-9.
12. Методологія правових досліджень: багаторівневість поняття // Науковий вісник Української академії внутрішніх справ. — Київ, 1996. — № 2. — С. 24-28.
13. Місце і роль правоохоронних органів в системі державної влади та місцевого самоврядування // Вісник Одеського інституту внутрішніх справ. — Одеса, 1997. — Вип. 1. — С. 17-22.
14. Посилення соціальної відповідальності керівника // Вісник Запорізького юридичного ін-ту МВС України, 1998. — Вип. 2. — 0,6 д.а.
15. Правоохоронна діяльність органів внутрішніх справ. Вступ до спеціальності: Навчальний посібник. — Запоріжжя Юридичний ін-т МВС України, 1998. — 67 с.
16. Психологічні основи криміналістичної тактики // Держава та регіони. Серія: Право, 2001. — № 1. — С. 144—151.
17. Наукове забезпечення розкриття і розслідування злочинів // Вісник Запорізького юридичного ін-ту МВС України, 2002. — Вип. 2. — 0,65 д.а.
18. Сучасні проблеми криміналістичної методології // Актуальні проблеми держави і права: Збірник наукових праць. — Одеса: Юридична література, 2003. — Вип. 20. — С. 19-24.
19. Реформування суспільства: шляхи політичної реформи // Держава та регіони. Серія: Право, 2004 р. — № 1 (8). — С. 4-7.
20. Розвиток доказування як форми пізнання в сучасному кримінальному процесі // Науковий вісник Національної академії внутрішніх справ. — Київ, 2004. — № 4. — С. 205—211.
21. Відтворення обстановки і обставин події як метод пізнання під час розслідування злочинів. Навчальний посібник (Допущено МВС України як навчальний посібник). — Херсон: ХЮІ НУВС, 2004. — 9,5 д.а.
22. Криминалистика в системе наук // Закон и жизнь: Международный научно-практический правовой журнал. — Кишинев, 2005. — № 1 (158). — С. 28-30.
23. Криміналістична класифікація слідчих дій // Право і безпека. Науковий журнал національного університету внутрішніх справ. — Харків, 2005. — № 4. -Т. 4. — С. 114—118.
24. Погляд на реформування вітчизняного кримінального судочинства в контексті вимог європейських стандартів// Вісник Запорізького національного університету: збірник наукових праць. Юридичні науки. — Запоріжжя: Запорізький національний університет, 2006. — № 2. — С. 169—171.
25. Місце і роль захисника під час пред’явлення особи чи предметів для впізнання // Криміналістичний вісник: Наук.-практ. зб./ ДНДЕКЦ МВС України; НАВСУ; Редкол.: Я. Ю. Кондратьєв (голов. ред.) та ін. — К.: «Чайка», 2006. — № 2 (64). — С. 18-25.
26. Пізнавальна діяльність слідчого у світлі новітньої парадигми діяльнісного підходу // Держава та регіони. Серія: Право, 2007 р. — № 3. — С. 49-53.
27. Моделювання у криміналістиці та пізнавальній діяльності слідчого: Монографія. — К.: КНТ, 2008. — 184 с. (у співавторстві).
28. Сучасні тенденції формування окремих криміналістичних теорій та проблеми криміналістичної методології / Вступна стаття // Моделювання у криміналістиці та пізнавальній діяльності слідчого: Монографія. — К.: КНТ, 2008. — С. 6-20.
29. Кримінальне право: Загальна частина: навчально-наочний посібник / С. Ф. Денисов, Т. А. Денисова, В. Г. Лукашевич та ін. / За загальною редакцією доктора юридичних наук, профессора В. Г. Лукашевича. — Запоріжжя: КПУ, 2009. — 228 с. (у співавторстві).
30. Сучасні погляди на доцільність повернення смертної кари // Вісник Запорізького національного університету: збірник наукових праць. Юридичні науки. — Запоріжжя: Запорізький національний університет, 2010 — № 1. — С. 130—135.
31. Забезпечення прав юридичних осіб в адміністративних провадженнях: Монографія. — К.: Істина, 2011. — 176 с. (у співавторстві).
32. Мистецтво здобувати і використовувати інформацію про особу злочинця: від моделювання зовнішнього вигляду та психологічних властивостей до висування і розробки криміналістичних версій щодо кола осіб, причетних до злочину: Монографія / Під наук. ред. В. Г. Лукашевича. — Запоріжжя: Дніпровський металург, 2013. — 320 с. (у співавторстві).